# 牧場の小道
『牧場の小道』（まきばのこみち）は、1962年2月 - 3月にNHKの『みんなのうた』で紹介された楽曲。訳詞：飯塚広、編曲：小林秀雄、歌：東京少年合唱隊。正式タイトルは『牧場の小道（ストドラパンパ）』。
 チェコスロバキア（現： チェコ& スロバキア）の民謡。アメリカで歌われた後、戦後日本へ渡って来たが、『みんなのうた』で紹介されるまでは、放送やレコードで取り上げる事が無い歌だった。「ストドラパンパ」とは、チェコでは「農場の井戸」を意味しているが、この曲では「囃子言葉」として使われている。映像は実写で、神奈川県の川崎市や高座郡海老名町（現：海老名市）の風景が使われた。
2003年度に企画された『なつかしのみんなのうた』の最後として、2004年2月に実に42年ぶりの再放送となった。またこの後、衛星第2テレビの『なつかしのみんなのうた』でも、2006年8月8日・同年10月22日・2007年1月1日の3回に渡って放送、そして、2020年2月と3月(ラジオのみ)に13年ぶりに再放送された。現在はDVDに収録されている。